# Pardosa elegantula
Pardosa elegantula este o specie de păianjeni din genul Pardosa, familia Lycosidae. A fost descrisă pentru prima dată de Roewer, 1959.
Este endemică în Congo. Conform Catalogue of Life specia Pardosa elegantula nu are subspecii cunoscute.